# Месса
Ме́сса (лат. Missa — «отпуст», «послание», «назначение», «миссия» и др.) — основная литургическая служба во многих формах, конфессиях и церковных сообществах западного христианства. Термин «месса» обычно используется в латинском обряде Римско-католической церкви, православии западного обряда, старокатолицизме, независимом католицизме, а также некоторых лютеранских и англиканских церквях. Состоит из начальных обрядов, Литургии Слова, Евхаристической Литургии и заключительных обрядов. Во время Евхаристической Литургии, согласно учению Церкви, происходит пресуществление: хлеб и вино становятся Телом и Кровью Иисуса Христа.

## Этимология
Этимология и собственное значение слова «месса», звучащего в конце её чинопоследования (ite missa est), остаётся спорной. Согласно общепринятой версии оно восходит к глаголу лат. mittere — «отпускать», «посылать» и связано с происходящим от него же лат. missio, первоначально означая «отпуст», а затем распространившись на всю литургическую службу, потому что в ней актуализируется апостолат верующих в состоянии освящающей благодати после причастия, иными словами, «верующие посылаются с миссией (missio) исполнения воли Божией в их ежедневной жизни» (Катехизис Католической Церкви, 1332).

## История
Чинопоследование римской мессы сложилось в первые века нашей эры. Примерно с IV века для Западной Церкви стали писаться сакраментарии — полные литургические тексты, но появился ряд местных обрядов в отправлении мессы (галликанский, амвросианский, мосарабский и др.). Помимо Библии, читались и другие книги (в литургии Часов — жития святых и проповеди). Полный индекс со ссылками на все чтения получил название «Спутника книг» — «Comes librorum» или «Liber comitis». Миссал в конечном итоге был создан как собрание текстов, относящихся к мессе.
Позже, чтобы упростить процесс, тексты стали выписываться целиком в требуемом для литургии виде. В итоге был создан лекционарий. Под сакраментарием стала пониматься книга епископа или священника, которая содержала принадлежащие целебранту части евхаристической литургии (канон, коллекты, префации и т. д.). Потом получил свою книгу и хор, которая стала называться градуал, псалтерий, а чуть позже — гимнарий (или «liber antiphonarius» [«responsalis», «sequentialis»]). В конце IV века Амвросий Медиоланский в собрании наставлений для новокрещённых, озаглавленном «De sacramentis», процитировал центральную часть канона, где уже было ядро Римского канона мессы (слова «quam oblationem», то есть молитва перед консекрацией). В то же время из сакраментариев выделилось три самых главных и полных: их связывают с именами римских пап — Льва, Геласия и Григория, хотя их авторство не доказано. Древнейшим из них является сакраментарий Льва («Sacramentarium Leonianum»), сохранившийся в манускрипте VII века в капитулярной библиотеке в Вероне. Ему предшествовали небольшие книжки («libelli missarum»), содержавшие части мессы, существовавшие в Церкви того или иного диоцеза или местности, но не включавшие канон. Но древнейшим римским миссалом считается сакраментарий Геласия, более полный по сравнению с сакраментарием Льва, содержащий помимо канона несколько вотивных месс. Праздники в нём к тому же были расположены в соответствии с литургическим годом. Древнейший сохранившийся манускрипт его датируется VIII веком и включает часть галликанского обряда.
Понтификат Григория Великого стал крупной вехой в истории римской мессы. В ходе его реформы число изменяемых при каждой мессе молитв было сокращено до трёх — коллекта, секрета и послепричастной молитвы, были введены дополнительные формы «Communicantes» и «Hanc igitur». В то же время был создан знаменитый григорианский хорал. Чин в миссале Пия V 1570 г., если не считать небольших дополнений, очень точно соответствует порядку, установленному Григорием. Григорианский сакраментарий лёг в основу многих поздних, из которых основной — Адриановский, созданный Адрианом I для Карла Великого в 785 или 786 г. В стандартизации литургии в Империи Карлу помог Алкуин, восполнивший пробелы в римском сакраментарии введением фрагментов Геласианского. Алкуиновский римско-галликанский синтез стал окончательной формой римской мессы. Молитвы, произносящиеся у алтаря в своей нынешней форме стали самой поздней частью мессы. Они развились из средневековых обрядов частного приготовления к мессе и получили формальное утверждение в миссале Пия V. Однако практиковались они задолго до Реформации и появились в первом печатном издании римского миссала 1474 г. «Gloria» вводилась постепенно и сначала пелась лишь по праздникам на епископских мессах.
Миссал Пия V был приведён в соответствие с требованиями Тридентского собора и стал называться «Missale Romanum ex decreto sacrosancti Concilii Tridentini restitutum» («Римский миссал, восстановленный по указаниям святого Тридентского Собора»). На его основании сформировалась Тридентская месса. Адриан Фортескье, автор «Описания церемоний римского обряда», в 1912 заметил:
Нет сомнений в том, что в каждой реформе можно найти то, что кто-то предпочёл бы не менять. Но справедливая и разумная критика признает, что проделанное Пием V восстановление литургии было в целом весьма удовлетворительно. Мерилом действий комиссии была древность. Она упразднила позднейшие витиеватости и устремилась к простоте, не разрушая, в то же время, красочные элементы, привносящие в суровую римскую мессу красоту поэзии. Она изгнала сонм длинных секвенций, постепенно загромоздивших мессу, но сохранила пять, несомненно, лучших из них; она сократила процессии и сложный церемониал, но сохранила действительно плодотворные церемонии, свечи, возложение пепла, пальмовые листья и прекрасные обряды Страстной недели. Несомненно, нам, жителям Запада, есть чему радоваться, имея римский обряд в форме, сохранённой миссалом Пия V.
После этого было несколько ревизий, но до Второго Ватиканского собора они не имели большого значения. Таковы были в частности бреве Климента VIII «Cum sanctissimum» от 7 июля 1604 г. и «Si quid est» Урбана VIII от 2 сентября 1634. Ватиканский градуал 1906 г. стал содержать возрождённые формы напевов, используемые целебрантом, которые должны быть включены в миссал.
В 1969 была провозглашена ревизия, опубликованная в римском миссале в 1970. Она включала 2 небольших заголовка — «Ordo missae» («Порядок мессы») и «Institutio generalis missalis Romani» («Общее руководство римского миссала»). Главными нововведениями Novus Ordo стали:
- разрешение использования национальных языков;
- разрешение священнику совершать мессу лицом к народу;
- введение в литургию кроме традиционного римского канона ещё трёх анафор, с возможностью выбора священником анафоры при совершении мессы;
- упрощение одеяний священнослужителей;
- упрощение оформление алтаря и перенос его от задней стены к центру пресвитерия.
- некоторые текстовые изменения, такие, как отмена псалма Judica в начале мессы, и Последнего Евангелия и молитв Льва XIII в конце.

В 1975 и 2000 годах Иоанн Павел II сделал ещё несколько небольших ревизий.
7 июля 2007 года папа Бенедикт XVI в motu proprio Summorum Pontificum установил, что латинская месса может совершаться в двух формах: «ординарной», под которой имеется в виду Novus Ordo, и «экстраординарной», то есть тридентской (в редакции 1962 года).

## Чин

### Ординарный чин мессы (Novus Ordo Missae)
- Начальные обряды:
  - вход предстоятеля (интроит), сопровождаемый входным песнопением;
  - обряд покаяния («Confiteor»). В воскресные дни и в Торжества вместо «Confiteor» может использоваться обряд освящения воды и окропления ею верных в знак воспоминания о крещении. Такая Месса называется Суммой и служится обычно в полдень;
  - «Kyrie eleison» (Господи помилуй);
  - гимн «Слава в вышних Богу» («Gloria») (только по воскресеньям, на торжествах и праздниках и опускается в периоды Адвента и Великого поста);
  - коллекта;

- Литургия Слова:
  - первое чтение из Библии (по воскресеньям — из Ветхого Завета, в Пасхальное время — из «Деяний апостолов»);
  - респонсориальный псалом;
  - второе чтение из Нового Завета (только по воскресеньям и в Торжества);
  - «Аллилуйя» (кроме Великого Поста);
  - чтение Евангелия;
  - проповедь (обязательна в воскресные дни, праздники и торжества);
  - Символ веры (по воскресеньям и на Мессах, которые служатся в Торжества);
  - молитва верных;

- Евхаристическая Литургия:
  - приготовление алтаря и даров (офферторий);
  - Молитва над Дарами;
  - Евхаристическая молитва (анафора):
    - Sursum Corda;
    - префация;
    - гимн Sanctus («Свят, свят, свят»);
    - эпиклеза;
    - тайноустановительные слова;
    - анамнесис;
    - завершающая доксология;

  - молитва «Отче наш»;
  - знак мира;
  - преломление хлеба и чтение «Agnus Dei» («Агнец Божий»);
  - причащение;
  - молитва;

- Завершающие обряды (благословение участвовавших и окончание мессы).

### Экстраординарный (тридентский) чин
По воскресеньям и праздникам перед мессой проводится омовение рук. Изначально перед этим никаких молитв не произносилось, но позже в литургических книгах появился 25-й псалом, где читается: «lavabo inter innocentes manus meas» («умываю руки свои между невинными»). Затем начинается собственно месса, которая делится на мессу для катехуменов (оглашенных) и для верных.
Для катехуменов:
- приготовление и акты покаяния:
  - окропление святой водой при чтении псалма 51 (Пс. 51:3, 9);
  - крестное знамение у подножия алтаря;
  - молитвы «Introibo ad altare Dei» и «Iudica me» из 43-го псалма;
  - обряд покаяния («Confiteor»);
  - молитва на основе некоторых библейских пассажей (Быт. 26:33, 34; 3Цар. 6:16 и 3Цар. 8:6, 2Пар. 3:8, Иез. 41:4 и др.);
  - интроит;
  - «Kyrie»;
  - «Gloria».
- Символ веры:
  - коллекта;
  - чтение посланий святого Павла;
  - чтение градуала и «Аллилуйя»;
  - чтение Евангелия с предварительной краткой молитвой на основе Ис. 6:6;
  - проповедь;
  - чтение Никейского Символа веры.

Для верных:
- офферторий, где играется антифон и преломляется хлеб и вино:
  - воскурение ладана над дарами и среди верующих и чтение псалма 25 (26):6-12;
  - молитва святейшей Троице;
  - молитва «Orate fratres» и секрет;
- консекрация и акты благодарения и надежды:
  - префация канона;
  - чтение правила консекрации, включающее воскурение ладана;
  - приготовление к консекрации;
  - собственно консекрация;
  - приношение символической жертвы;
  - напоминание о воскрешении мёртвых;
  - «аминь», завершающий вторую часть;
- причащение:
  - молитва «Libera nos»;
  - преломление хлеба натрое;
  - «Agnus Dei»;
  - молитва за мир («pax»);
  - приготовление к причащению;
  - получение святых даров и чтение молитвы на основе Мф. 8:8;
- благодарение:
  - молитвы;
  - антифон;
  - традиционные слова «ite, missa est» и благословение;
  - чтение Ин. 1:1—14;
  - молитвы «Ave Maria», «Salve Regina» и святому архангелу Михаилу;
  - библейская песнь (canticum) на основе Дан. 3.

## Месса у протестантов
Адаптации римско-католической мессы под нужды протестантов были посвящены две важные работы Лютера — «Formula missae» (1523) и «Deutsche Messe» (1526). В первой из них для большинства обрядов (чтений и распевов) ещё сохранялся латинский язык (как у католиков), во второй в качестве богослужебного (в том числе и для некоторых сохранившихся ординарных песнопений — Kyrie, Credo, Sanctus и т. д.) Лютер установил немецкий язык (и общинное пение). Оба чина в значительно переработанном виде лежат в основе современных вариантов лютеранской евхаристической литургии, но название «месса» в лютеранстве не удержалось, вытеснившись терминами «Евхаристия» или просто «богослужение» (нем. Gottesdienst, англ. Divine service и т. д.).